# 왜 사회주의인가?
왜 사회주의인가?(Why Socialism?)는 1949년 5월 알베르트 아인슈타인이 사회주의 저널 먼슬리 리뷰 창간호에 쓴 기사이다. 이는 자본주의, 약탈적 경제 경쟁, 증가하는 부의 불평등 문제를 다룬다. 이는 민간 자본가의 대중 매체 통제로 인해 시민들이 객관적인 결론에 도달하기 어렵게 만들고, 정당이 부유한 재정 후원자의 영향을 받아 "민간 자본의 과두제"를 초래한다는 점을 강조한다. 아인슈타인은 이러한 문제는 개인의 권리를 보호하기 위해 강력한 민주주의를 유지하는 계획 경제를 통해서만 해결될 수 있다고 결론지었다.